# Marianne von Werefkin
Marianne Werefkin (en russe : Мариамна/Марианна Владимировна Веревкина), née le 11 septembre 1860 à Toula, Russie et morte le 6 février 1938 à Ascona, Suisse, est une peintre russo-suisse de la période expressionniste.

## Biographie
Mariana Vladimirovna Verëvkina, née en 1860, est issue d'une famille aristocratique russe, proche du tsar. Son père est un haut-gradé militaire,, alors commandant du régiment d'Ekaterinbourg dans l'Oural. En 1880, elle est l'élève d'Ilia Répine, le plus grand peintre réaliste de Russie. En 1888, elle a un accident de chasse au cours duquel elle se tire dans la main droite. C'est 
celle avec laquelle elle peint, mais elle met au point un dispositif lui permettant de tenir le pinceau. En 1891, elle rencontre Alexi von Jawlensky, par l'intermédiaire d'Ilia Répine,. Le père de Marianne Werefkin meurt en 1896. Marianne Werefkin reçoit dès lors une pension importante du tsar. Elle décide de partir en Europe avec Alexi von Jawlensky. Elle se voit comme le mentor et le mécène de celui-ci. Mais lui aime une autre femme, Helene Neznakomova, qui vient vivre avec le couple de peintres, comme servante et cuisinière et dont il a un enfant en 1902. En 1896, tous trois font alors un voyage à travers l'Allemagne, et notamment à Münich, lieu d'une avant-garde artistique, avec un climat intellectuel plus libéral, voire anarchiste, que le reste de l’Allemagne. Pendant près de dix ans, elle ne peint plus, par contre. À Munich, elle est davantage reconnue comme une intellectuelle, passionnée d’art et de théorie. Ils côtoient notamment Paul Klee, Gabriele Münter et Vassily Kandinsky. Elle se rend en France en 1903 et 1905, et y découvre les œuvres des Nabis et d'Henri Matisse. 
En 1906, elle recommence à peindre. En 1907, elle entame son œuvre expressionniste. En 1908, le couple Werefkin-Jawlensky s’installe avec le couple Münter-Kandinsky à Murnau en Bavière, dans une maison acquise par Gabriele Münter  pour y travailler ensemble. Les idées et théories de Marianne Werefkin  ont sans doute une influence sur l'évolution picturale de Kandinsky à la même époque, dont la peinture était précédemment plutôt impressionniste.
En 1909, Marianne Werefkin, Alexi von Jawlensky, Gabriele Münter, Vassily Kandinsky , et quelques autres fondent la Nouvelle Association des artistes munichois (NKV), qui tient sa première exposition à la galerie Thannhauser de Munich en décembre et qui donne naissance en 1912 au groupe nommé « Der Blaue Reiter » (Le Cavalier Bleu) (nom du titre d'une peinture de Franz Marc),.  

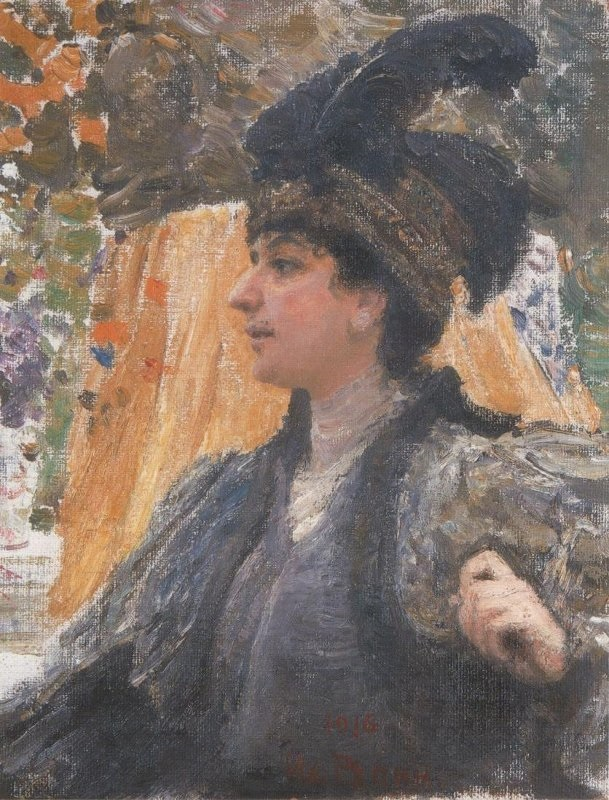
Marianne Werefkin
Ilia Répine, 1916,
Galerie nationale d'Art de Perm.

À la déclaration de la Première Guerre mondiale, ils émigrent en Suisse, près de Genève, puis à Zurich.
À la suite de la révolution russe de 1917, Marianne Werefkin perd sa rente du tsar et se retrouve avec bien moins de ressources. En 1918, elle et Jawlensky se séparent. Marianne von  Werefkin s'installe à Ascona. Jawlensky  épouse Neznakomoff. En 1924, Marianne von  Werefkin crée le groupe d'artistes Großer Bär,. Dans les années qui suivent, elle continue à travailler, et peint des affiches. Des amis la préservent de la pauvreté. Elle meurt le 6 février 1938, et repose dans le carré russe du cimetière d'Ascona.

## Œuvres importantes
- Nachtelijke stad met Gasthaus, 1880[4]
- Abend in Murnau / Un soir à Murnau 1906/1910
- Herbst (Schule) / Automne (école), 1907
- Im Café / Au café, 1909
- Tragische Stimmung / Humeur sombre, 1910
- Schlittschuhläufer / Le Patineur, 1911

## Marché de l'art
- Styx, vendu le 25 juin 2008 chez Christie's, Londres pour 337 250 £ (426 553 € avec les frais) [5]